# Lophoptera pallidifusa
Lophoptera pallidifusa là một loài bướm đêm trong họ Noctuidae.